# Erateina rogersi
Erateina rogersi är en fjärilsart som beskrevs av Druce 1893. Erateina rogersi ingår i släktet Erateina och familjen mätare. Inga underarter finns listade i Catalogue of Life.